# Operacja Mały Saturn
Operacja Mały Saturn (również środkowodońska operacja ofensywna) – wojskowa operacja ofensywna przeprowadzona od 16 grudnia 1942 roku do 18 lutego 1943 roku przez wojska radzieckie przeciwko niemieckiemu Wehrmachtowi, usiłującemu odblokować okrążoną w Stalingradzie 6 Armię gen. Friedricha Paulusa. Skutkiem zaciętych walk było ostateczne odepchnięcie niemieckich sił od miasta.

## Radziecki plan Saturn
Początkowo Stawka planowała operację ofensywną o kryptonimie „Saturn”, ale stwierdzono, że zgromadzone siły są niewystarczające do jej przeprowadzenia. Dlatego dostosowano plany radzieckiego dowództwa, zmniejszając cele i skalę operacji. Zmodyfikowany plan nazwano „Mały Saturn”.

### Cele, siły i środki
Celem operacji było pokonanie wroga, który zajął pozycje nad środkowym Donem, a także późniejszy atak na Rostów nad Donem zajęty przez wojska niemieckie.
Do operacji wyznaczono 6 Armię Frontu Woroneskiego gen. Filippa Golikowa i część Frontu Południowo-Zachodniego, w szczególności 1 i 3 Armię Gwardyjską, 5 Armię Pancerną, 2 i 17 Armię Lotniczą pod rozkazami gen. Nikołaja Watutina. Operacja Armii Czerwonej obejmowała łącznie 36 dywizji liczących ponad 689 tysięcy żołnierzy, ponad 5 tysięcy dział i moździerzy, ponad tysiąc czołgów i ponad 400 samolotów.
Wojska Osi obejmowały niemiecką 4 Armię Pancerną, włoską 8 Armię i rumuńską 3 Armię z Grupy Armii Don pod dowództwem feldmarszałka Ericha von Mansteina. Armie te liczyły 27 dywizji i 459 tysięcy ludzi, ponad 6 tysięcy dział i moździerzy, około 600 czołgów i około 500 samolotów. Obroną Niemców, Włochów i Rumunów były dwa pasma o łącznej głębokości około 25 kilometrów, bardzo dobrze wyposażone i przygotowane pod względem technicznym, między osadami Nowa Kalitwa i Wioszenskaja.

## Przebieg operacji
Po tym, jak 6 Armia feldmarszałka Friedricha Paulusa została otoczona w Stalingradzie, 12 grudnia 1942 r. wojska niemieckie próbowały ją uwolnić. W związku z tym, zamiast ataku na Rostów nad Donem, dowództwo postanowiło przekierować główne siły biorące udział w operacji na południowy wschód, w kierunku Mrozowska i pokonaniem grupy wroga na terenie tej osady. Tym samym próby Niemców uwolnienia 6 Armii zostały udaremnione.
16 grudnia 1942 r. wojska radzieckie rozpoczęły ofensywę. Skuteczność artylerii i samolotów była niska z powodu gęstej mgły. Siły Osi stawiły silny opór, w wyniku czego ofensywa rozwijała się powoli. Kiedy mgła opadła, lotnictwo i artyleria zaczęły działać z pełną mocą. 17 grudnia rzucono do walki radziecki 4 Korpus Pancerny, w wyniku czego strefa obrony taktycznej została przełamana tego samego dnia, a wojska radzieckie przesunęły się na głębokość 20-25 kilometrów. 18 grudnia Niemcy próbowali zatrzymać postępy przeciwnika, przenosząc dodatkowe siły lotnicze, piechotę i siły pancerne. Niemniej jednak w ciągu 8 dni ofensywy wojska radzieckie przeszły 100-200 km, a 24 Korpus Pancerny Wasilija Badanowa pokonał 240 km, zdobywając wieś Tacynskaja 24 grudnia 1942 r. i niszcząc na jej obrzeżach jedno z głównych lotnisk dostarczających zaopatrzenie otoczone w Stalingradzie 6 Armii. 22 grudnia rozpoczęła się ofensywa 5 Armii Pancernej, ale nie rozwinęła się, lecz jednocześnie związała walką duże formacje wroga na północ od Tormosina. 24 grudnia włoska 8 Armia została pokonana w regionie Aleksiejewo-Łozowskoje-Wierchnieczyrskij. Do 30 grudnia operacja została zakończona.

## Podsumowanie operacji
W wyniku operacji Mały Saturn, przeprowadzonej z powodzeniem przez wojska radzieckie, niemieckie linie obrony zostały rozbite na szerokości do 340 kilometrów. Pięć włoskich dywizji, pięć rumuńskich i jedna niemiecka oraz trzy włoskie brygady zostały zmiecione z powierzchni ziemi. Cztery niemieckie dywizje piechoty i dwie  dywizje pancerne poniosły ciężkie straty. W toku ofensywy siły zaangażowane w operację przesunęły się na tyły Grupy Armii Don, w wyniku czego Niemcy musieli porzucić dalsze plany uwolnienia 6 Armii Paulusa. Jednostki radzieckie, które najbardziej wyróżniły się podczas operacji, otrzymały honorowe tytuły Don, Kantemirowska i Tacynskaja.